# Gustav Učický
Gustav Učický (německy jako Gustav Ucicky, 6. července 1899 Vídeň – 26. dubna 1961 Hamburk) byl rakouský filmový režisér českého původu. Jeho otcem byl zřejmě Gustav Klimt.

## Původ
Gustav Učický se narodil jako nemanželské dítě Marii Učické z Prahy (1880-1928) a rakouského malíře Gustava Klimta. Marie Učická byla Klimtovou modelkou. Klimtovo otcovství bylo vícekrát zpochybněno. Gustav Učický sám v roce 1925 požádal písmoznalce Michaela Tomka, aby provedl rozbor korespondence Gustava Klimta s Marií Učickou. Znalecký posudek prokázal, že všechny dopisy byly psány stejnou rukou. V červenci 1899, pár dní před narozením Gustava Učického, napsal Klimt Marii Učické Ich wünsche sehnlichst, dass alles gut und schnell abgeht (Toužebně si přeji, aby vše proběhlo v pořádku a rychle). Historie korespondence sahá do roku 1916. Maria Ucicky, jak se úředně jmenovala v Rakousku, zemřela ve 47 letech a 6. ledna 1928 byla pochována na Hietzinském hřbitově ve Vídni, kde byl o deset let dříve v jiném oddílu pohřben Klimt. Gustav Učický zemřel v roce 1961 a byl pochován vedle své matky.